# Georg Lindemann (Politiker)
Georg Lindemann (* 25. Juni 1885 in Hannover; † 29. Oktober 1961 ebenda) war ein deutscher Politiker. Er war sozialdemokratischer Kommunalbeamter, Jurist, Stadtrat, Bürgermeister und Stadtdirektor. Während der Weimarer Republik war Lindemann der einzige hauptamtlich tätige SPD-Senator in Hannover, wurde jedoch 1933 aufgrund des Gesetzes zur Wiederherstellung des Berufsbeamtentums entlassen.

## Leben
Georg Lindemann wurde zur Zeit des Deutschen Kaiserreichs in der Hauptstadt der seinerzeit preußischen Provinz Hannover als Sohn eines Buchhändlers geboren. Nach Bestehen seines Abiturs am Kaiser-Wilhelm-Gymnasium studierte Lindemann von 1904 bis 1907 Rechts- und Staatswissenschaften zunächst an der Universität Marburg sowie an der Universität Göttingen, seine Große juristische Staatsprüfung am 6. Juli 1912 legte er in Berlin ab. Während seines Studiums wurde er 1904 Mitglied der Burschenschaft Arminia Marburg und später auch der Burschenschaft der Norddeutschen Bonn.
Nach seinen Studien ließ sich Lindemann als Rechtsanwalt in seiner Heimatstadt Hannover nieder und gründete mit Georg Lenzberg und Paul Siegel zum 1. Januar 1913 eine gemeinsame Sozietät.
Am Ersten Weltkrieg nahm Georg Lindemann als Soldat teil. Er wurde im November 1918 während der Novemberrevolution zunächst beim Generalkommando in den Soldatenrat, „dann in den zentralen hannoverschen Arbeiter- und Soldatenrat gewählt“, in dem er unter anderem mit Robert Leinert zusammentraf.
In der neu gegründeten Weimarer Republik trat Lindemann am 20. Januar 1919 anfangs als juristischer Mitarbeiter in die Stadtverwaltung Hannovers ein, wurde allerdings schon wenige Monate später am 4. Juni 1919 zum „besoldeten Senator“ der Stadt gewählt, zuständig für die Bereiche Wirtschaft und Ernährung, Marktwesen sowie für die städtischen Grundstücke und Güter. Am 1. Juli 1919 trat Lindemann, der anfangs sein Mandat als Bezirksverordneter beibehielt, in die SPD ein.
Nach der Deutschen Hyperinflation und zum Ende der sogenannten „Goldenen Zwanziger Jahre“ erlangte die SPD bei den Kommunalwahlen im Jahr der Weltwirtschaftskrise 1929

„ihr bis dato bestes Ergebnis mit 48,6 % der Stimmen [...]. Das sorgte dafür, dass die SPD den Missstand, dass sich dieses deutliche Ergebnis in der Stadtverwaltung nicht widerspiegelte, zum Anlass nahm, den sogenannten „Senatorenstreit“ loszubrechen, indem man die seit längerem vakanten Stellen des 2. Bürgermeisters und dreier Senatoren in einer Sitzung des Bürgervorsteherkollegiums durch eine Wahl nachbesetzte, ohne jedoch das Vorschlagsrecht des Magistraten zu berücksichtigen. Dadurch wurde Lindemann am 14. Juni 1930 schließlich zum 2. Bürgermeister Hannovers gewählt.“

Gut drei Jahre lang amtierte Georg Lindemann als Zweiter Bürgermeister. Nach der Machtergreifung durch die Nationalsozialisten wurde er jedoch nach §§ 4 und 7 des „Gesetzes zur Wiederherstellung des Berufsbeamtentums“ vom 7. April 1933 entlassen. Lindemann war das einzige Mitglied des hannoverschen Magistrats, das als politischer Gegner der Nationalsozialisten auf diese Weise sein Amt und seinen gesetzlich verbürgten Pensionsanspruch verlor.
Gegen Ende des Zweiten Weltkrieges wurde Georg Lindemann mit Zustimmung der britischen Militärregierung am 7. Mai 1945 zum Bürgermeister ernannt, der nun eine durch die vorherigen Luftangriffe auf Hannover zu nahezu 50 Prozent zerstörte Stadt zu leiten hatte. Noch vor der Währungsreform 1948 und der Gründung der Bundesrepublik Deutschland wurde Lindemann, wenige Wochen nach der ersten „Export-Messe“, unter Berufung in das Beamtentum am 9. November 1947 zum Stadtdirektor ernannt. Als solcher war Lindemann anfangs zuständig für die hannoversche Wirtschaft, die Ernährung und die Kultur, später zusätzlich für das städtische Gesundheits- und Sozialwesen.
Georg Lindemann übernahm zahlreiche Ehrenämter und hatte etliche Aufsichtsrats-Mandate inne. In der Kultur ist zwar sein Ausspruch überliefert: „Keine Experimente und lebensfremde literarische Spekulation“. Dennoch hat sich Lindemann insbesondere durch die Reorganisation des hannoverschen wie auch des deutschen Theaterwesens besonders verdient gemacht.

## Ehrungen
- Posthum wurde die 1962 angelegte Lindemannallee im hannoverschen Stadtteil Bult nach dem Stadtdirektor benannt.[9]